# Seznam kosmických lodí Progress

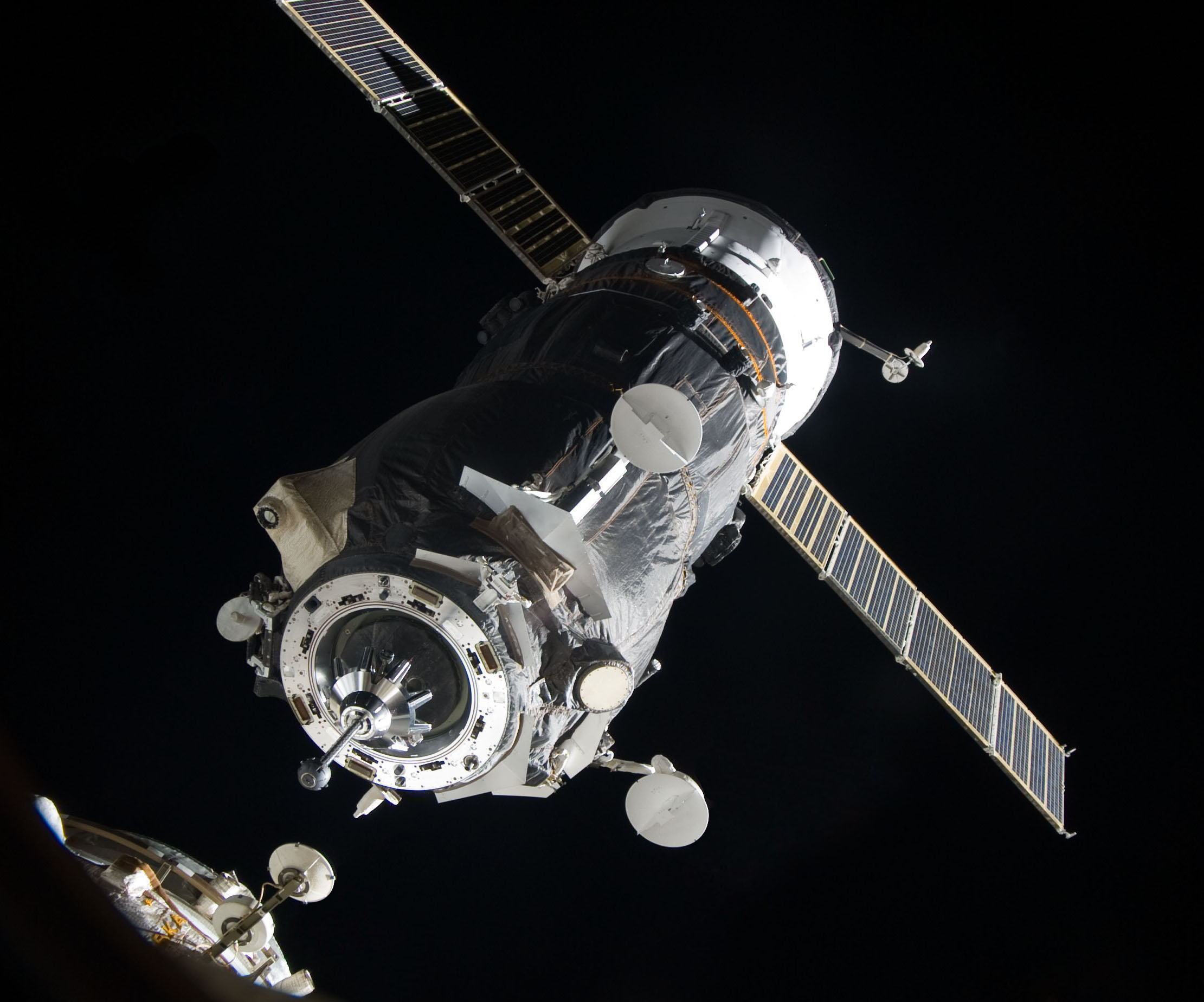
Verze M-M (let M-05M, květen 2010).

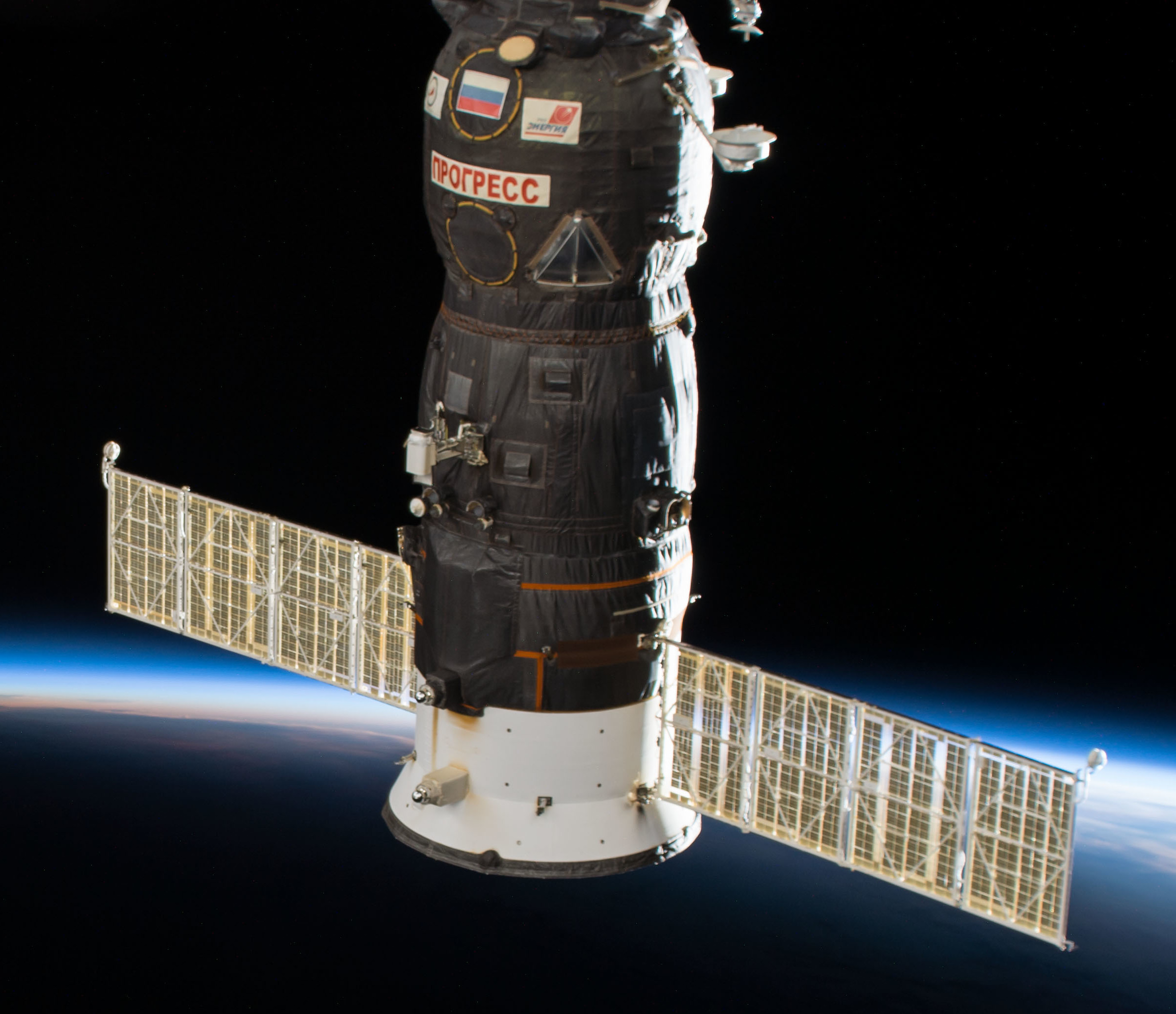
Loď Progress ve verzi MS (let MS-09, říjen 2018).

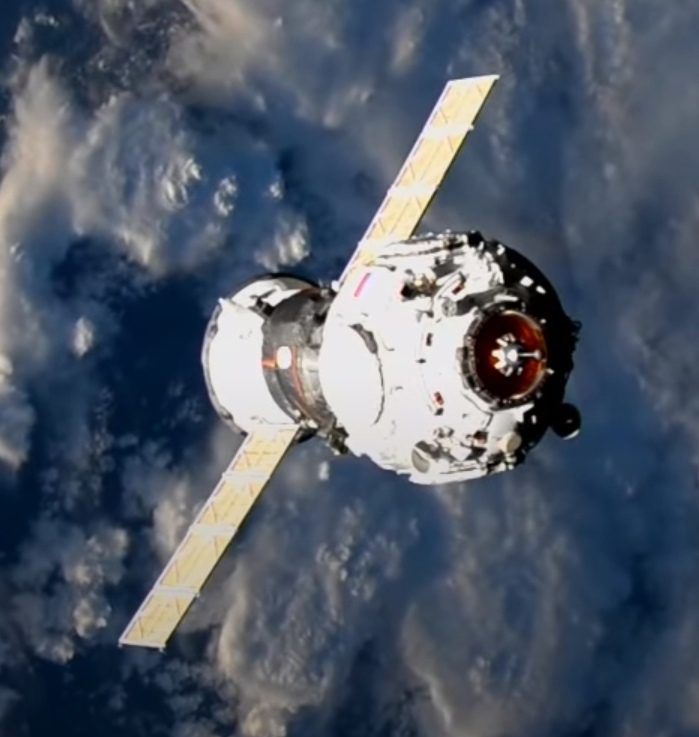
Modifikovaná verze lodi Progress pro dopravu nových modulů k ISS (let M-UM s modulem Pričal, listopad 2021).

Toto je seznam misí, které uskutečnily kosmické lodě Progress. Progress je ruská (dříve sovětská) automatická nákladní kosmická loď bez posádky, která se od roku 1978 používá k dopravě zásob na sovětské kosmické stanice Saljut 6, Saljut 7 a Mir a od roku 2000 také na Mezinárodní vesmírnou stanici. 
Do konce roku 2024 bylo (nebo ještě bude) z kazašského kosmodromu Bajkonur vypuštěno 182 lodí Progress. Všechny, vyjma lodí Progress M-12M, Progress M-27M a Progress MS-04 dosáhly svého cíle, aniž by při startu nebo během letu došlo ke zraněním nebo ztrátám na životech. Dvě lodi na oběžné dráze způsobily mimořádné situace – loď Progress M-24 se v roce 1994 při neúspěšném pokusu o dokování srazila se stanicí Mir a loď Progress M-34 v roce 1997 při zkoušce dokování ke stejné stanici v důsledku vychýlení z kurzu vážně poškodila modul Spektr.

## Varianty
Doposud bylo vyvinuto pět variant kosmické lodi Progress: 
- Progress 7K-TG (1978–1990),
- Progress M (1989–2009),
- Progress M1 (2000–2004),
- Progress M-M (2008–2015) a
- Progress-MS (od roku 2015).

Tři lodě se k ISS vydaly v modifikované verzi odvozené od přístrojové a pohonné sekce standardní lodi Progress M, avšak místo nákladové sekce nesly nové moduly stanice. V roce 2001 byl při letu M-SO1 na ISS doručen modul Pirs, v roce 2009 při letu M-MIM2 modul Poisk a v roce 2021 při letu M-UM modul Pričal.

## Cíle letů lodí Progress

### Lety ke stanici Saljut 6 (1978–1981)
Všech 12 kosmických lodí Progress vypuštěných k Saljutu 6 (Progress 1 až 12) bylo vyneseno raketou Sojuz-U a úspěšně se připojily k zadnímu portu stanice.

### Lety ke stanici Saljut 7 (1982–1985)
K  Saljutu 7 zamířilo 13 lodí, všechny na raketě Sojuz-U. Šlo o Progressy 13 až 24 s tím, že následující exemplář byl – jako jediná kosmická loď typu Progress v historii – označen názvem programu Kosmos, který byl obvykle vyhrazen pro vojenské, experimentální a neúspěšné kosmické lodě. Důvody tohoto pojmenování nebyly oficiálně uvedeny. Existuje verze, že tento let (Kosmos 1669) provázely při startu poruchy, které mohly vést ke ztrátě kontroly nad lodí, ale po označení názvem Kosmos se je podařilo vyřešit. Spekuluje se také o tom, že Kosmos 1669 byl upravenou experimentální verzí Progress nebo novou lodí od Progressu odvozenou, anebo že při pojmenování došlo k záměně zařízení s TKS-4, které později dostalo označení Kosmos-1686.

### Lety ke stanici Mir (1986–2001)
K Miru bylo vypuštěno celkem 64 lodí (Progress 25 až 42, M-1 až M-43, M1-1, M1-2 a M1-5), z toho prvních 36 pomocí rakety Sojuz-U2 a zbylých 28 s původní variantou Sojuz-U. 
Při několika letech se vyskytly potíže při připojení nákladní lodě ke stanici, nikdy však neznamenaly ztrátu nákladu díky úspěšnému druhému nebo třetímu pokusu. 
Progressy byly několikrát použity k úpravě dráhy stanice, včetně navedení na sestupný kurs na konci existence Miru 23. března 2001 (lodí Progress M1-5).

### Lety k Mezinárodní vesmírné stanici (od roku 2000)
Lodi Progress byly osm let – až do prvního letu evropské zásobovací lodi ATV-1 v březnu 2008 – jediným nákladním dopravním prostředkem k Mezinárodní vesmírné stanici (ISS). 
Ke konci roku 2023 bylo na seznamu letů Progress k ISS celkem 99 lodí (Progress M-44 až 67, M1-3, M1-4, M1-6 až M1-11, M01M až M29M a MS-01 až MS-25 a 3 modifikované verze s novými moduly ISS). Zpočátku je vynášely rakety Sojuz-U, občas nahrazené variantou Sojuz-FG, ale od roku 2014 začala postupně převládat Sojuz 2.1a. Ve třech případech (Progress M-12M, M-27M a MS-04) se loď k ISS nedostala, z toho ve dvou případech kvůli selhání třetího stupně nosné rakety. Zajímavostí je, že právě poslední let roku 2023 – Progress MS-25 – byl celkem 178. letem Progressu a současně 89. letem k ISS; k Mezinárodní vesmírné stanici tak dosud zamířila přesně polovina vypuštěných lodí Progress.  

## Seznam misí
V seznamu jsou oranžově označeny neúspěšné lety (loď Progress se nepřipojila ke stanici) a zeleně lety probíhající. Pojmenování dokovacích portů obsahuje název modulu, na kterém se port nachází, a označení směru, kterým port míří v základní orientaci stanice; "forward" je pojmenování portu ve směru letu, "rear" nebo "aft" zadního portu, "nadir" je označení portu mířícího směrem k Zemi a "zenith" portu mířícího opačným směrem.  

### 1978–1980
| Poř. | Kosmická loď | Výr. číslo | Start (UTC)            | Nosná raketa | Spojení (UTC)             | Stanice/ Port | Odpojení (UTC)             | Vstup do atmosféry (UTC)   | Pozn.                                                                                            |
| ---- | ------------ | ---------- | ---------------------- | ------------ | ------------------------- | ------------- | -------------------------- | -------------------------- | ------------------------------------------------------------------------------------------------ |
| 1    | Progress 1   | 102        | 20. ledna 1978 08:25   | Sojuz U      | 22. ledna 1978 10:12:14   | Saljut 6 rear | 6. února 1978 05:54:00     | 8. února 1978 02:00:00     | První let verze Progress 7K-TG. První let Progressu k Saljutu 6.                                 |
| 2    | Progress 2   | 101        | 7. července 1978 11:26 | Sojuz U      | 9. července 1978 12:58:59 | Saljut 6 rear | 2. srpna 1978 04:57:44     | 4. srpna 1978 01:31:07     |                                                                                                  |
| 3    | Progress 3   | 103        | 8. srpna 1978 22:31    | Sojuz U      | 9. srpna 1978 23:59:30    | Saljut 6 rear | 21. srpna 1978 15:42:50    | 23. srpna 1978 16:45:00    |                                                                                                  |
| 4    | Progress 4   | 105        | 4. října 1978 23:09    | Sojuz U      | 6. října 1978 01:00:15    | Saljut 6 rear | 24. října 1978 13:01:52    | 26. října 1978 16:28:13    |                                                                                                  |
| 5    | Progress 5   | 104        | 12. března 1979 05:47  | Sojuz U      | 14. března 1979 07:19:21  | Saljut 6 rear | 3. dubna 1979 16:10:00     | 5. dubna 1979 00:10:22     | Loď byla využita jako zásobník kontaminovaného paliva z poškozeného pohonného systému Saljutu 6. |
| 6    | Progress 6   | 106        | 13. května 1979 04:17  | Sojuz U      | 15. května 1979 06:19:22  | Saljut 6 rear | 8. června 1979 07:59:41    | 9. června 1979 18:52:46    |                                                                                                  |
| 7    | Progress 7   | 107        | 28. června 1979 09:25  | Sojuz U      | 30. června 1979 11:18:22  | Saljut 6 rear | 18. července 1979 03:49:55 | 20. července 1979 01:57:30 |                                                                                                  |
| 8    | Progress 8   | 108        | 27. března 1980 18:53  | Sojuz U      | 29. března 1980 20:01:00  | Saljut 6 rear | 25. dubna 1980 08:04:00    | 26. dubna 1980 06:54:00    |                                                                                                  |
| 9    | Progress 9   | 109        | 27. dubna 1980 06:24   | Sojuz U      | 29. dubna 1980 08:09:19   | Saljut 6 rear | 20. května 1980 18:51:00   | 22. května 1980 00:44:00   |                                                                                                  |
| 10   | Progress 10  | 110        | 29. června 1980 04:41  | Sojuz U      | 1. července 1980 05:53:00 | Saljut 6 rear | 17. července 1980 22:21:00 | 19. července 1980 01:47:00 |                                                                                                  |
| 11   | Progress 11  | 111        | 28. září 1980 15:10    | Sojuz U      | 30. září 1980 17:03:00    | Saljut 6 rear | 9. prosince 1980 10:23:00  | 11. prosince 1980 14:00:00 |                                                                                                  |

### 1981–1990
| Poř. | Kosmická loď | Výr. číslo | Start (UTC)                 | Nosná raketa | Spojení (UTC)               | Stanice/ Port   | Odpojení (UTC)              | Vstup do atmosféry (UTC)    | Pozn. |
| ---- | ------------ | ---------- | --------------------------- | ------------ | --------------------------- | --------------- | --------------------------- | --------------------------- | --- |
| 12   | Progress 12  | 113        | 24. ledna 1981 14:18        | Sojuz U      | 26. ledna 1981 15:56:00     | Saljut 6 rear   | 19. března 1981 18:14:00    | 20. března 1981 16:59:00    | Poslední let k Saljutu 6. |
| 13   | Progress 13  | 114        | 23. května 1982 05:57       | Sojuz U      | 25. května 1982 07:56:36    | Saljut 7        | 4. června 1982 06:31:00     | 6. června 1982 00:05:00     | První let Progressu k Saljutu 7. |
| 14   | Progress 14  | 117        | 10. července 1982 19:58     | Sojuz U      | 12. července 1982 11:41:00  | Saljut 7        | 10. srpna 1982 22:11:00     | 13. srpna 1982 01:29:00     | |
| 15   | Progress 15  | 112        | 18. září 1982 04:59         | Sojuz U      | 20. září 1982 06:12:00      | Saljut 7        | 14. října 1982 13:46:00     | 16. října 1982 17:08:00     | |
| 16   | Progress 16  | 115        | 31. října 1982 11:20        | Sojuz U      | 2. listopadu 1982 13:22:00  | Saljut 7        | 13. prosince 1982 15:32:00  | 14. prosince 1982 17:17:00  | |
| 17   | Progress 17  | 119        | 17. srpna 1983 12:08        | Sojuz U      | 19. srpna 1983 13:47:00     | Saljut 7        | 17. září 1983 11:44:00      | 17. září 1983 23:43:00      | |
| 18   | Progress 18  | 118        | 20. října 1983 09:59        | Sojuz U      | 22. října 1983 11:34:00     | Saljut 7        | 13. listopadu 1983 03:08:00 | 16. listopadu 1983 04:18:00 | |
| 19   | Progress 19  | 120        | 21. února 1984 06:46:05     | Sojuz U      | 23. února 1984 08:21:00     | Saljut 7        | 31. března 1984 09:40:00    | 1. dubna 1984 18:18:00      | |
| 20   | Progress 20  | 116        | 15. dubna 1984 08:12:53     | Sojuz U2     | 17. dubna 1984 09:22:00     | Saljut 7        | 6. května 1984 17:46:00     | 7. května 1984 00:32:51     | |
| 21   | Progress 21  | 121        | 7. května 1984 22:47:15     | Sojuz U      | 10. května 1984 00:10:00    | Saljut 7        | 26. května 1984 09:41:00    | 26. května 1984 15:00:30    | |
| 22   | Progress 22  | 124        | 28. května 1984 14:12:52    | Sojuz U      | 30. května 1984 15:47:00    | Saljut 7        | 15. července 1984 13:36:00  | 15. července 1984 18:52:00  | |
| 23   | Progress 23  | 123        | 14. srpna 1984 06:28:15     | Sojuz U      | 16. srpna 1984 08:11:00     | Saljut 7        | 26. srpna 1984 16:13:00     | 28. srpna 1984 01:28:00     | |
| 24   | Progress 24  | 125        | 21. června 1985 00:39:41    | Sojuz U      | 23. června 1985 02:54:00    | Saljut 7        | 15. července 1985 12:28:00  | 15. července 1985 22:33:31  | |
| 25   | Kosmos 1669  | 126        | 19. července 1985 13:05:08  | Sojuz U      | 21. července 1985 15:05:00  | Saljut 7        | 28. srpna 1985 21:50:00     | 30. srpna 1985 01:20:00     | Jediný let Progressu pod označením Kosmos. Poslední let k Saljutu 6.                                                                         |
| 26   | Progress 25  | 127        | 19. března 1986 10:08:25    | Sojuz U2     | 21. března 1986 11:16:02    | Mir             | 20. dubna 1986 19:24:08     | 21. dubna 1986 00:48:30     | První let Progressu k Saljutu 7. |
| 27   | Progress 26  | 128        | 23. dubna 1986 19:40:05     | Sojuz U2     | 26. dubna 1986 21:26:06     | Mir             | 22. června 1986 18:25:00    | 23. června 1986 15:41:01    | |
| 28   | Progress 27  | 134        | 16. ledna 1987 06:06:23     | Sojuz U2     | 18. ledna 1987 07:26:50     | Mir             | 23. února 1987 11:29:01     | 25. února 1987 16:05:00     | |
| 29   | Progress 28  | 135        | 3. března 1987 11:14:05     | Sojuz U2     | 5. března 1987 12:42:36     | Mir aft         | 26. března 1987 05:06:48    | 28. března 1987 03:49:00    | |
| 30   | Progress 29  | 136        | 21. dubna 1987 15:14:17     | Sojuz U2     | 23. dubna 1987 17:04:51     | Mir Kvant-1 aft | 11. května 1987 03:10:01    | 11. května 1987 08:28:00    | |
| 31   | Progress 30  | 137        | 19. května 1987 04:02:10    | Sojuz U2     | 21. května 1987 05:50:38    | Mir             | 19. července 1987 00:19:51  | 19. července 1987 05:42:00  | |
| 32   | Progress 31  | 138        | 3. srpna 1987 20:44:11      | Sojuz U2     | 5. srpna 1987 22:27:35      | Mir             | 21. září 23:57:41           | 23. září 1987 01:02:00      | |
| 33   | Progress 32  | 139        | 23. září 1987 23:43:54      | Sojuz U2     | 26. září 1987 01:08:15      | Mir             | 10. listopadu 1987 04:09:10 | 19. listopadu 1987 00:58:00 | |
| 33   | Progress 32  | 139        | 23. září 1987 23:43:54      | Sojuz U2     | 10. listopadu 05:47         | Mir             | 17. listopadu 1987 19:25    | 19. listopadu 1987 00:58:00 | |
| 34   | Progress 33  | 140        | 20. listopadu 1987 23:47:12 | Sojuz U2     | 23. listopadu 1987 01:39:13 | Mir             | 19. prosince 1987 08:15:46  | 19. prosince 1987 13:37:00  | |
| 35   | Progress 34  | 142        | 20. ledna 1988 22:51:54     | Sojuz U2     | 23. ledna 1988 00:09:09     | Mir             | 4. března 1988 03:40:09     | 4. března 1988 07:29:30     | |
| 36   | Progress 35  | 143        | 23. března 1988 21:05:12    | Sojuz U2     | 25. března 1988 22:21:35    | Mir             | 5. května 1988 01:36:03     | 5. května 1988 06:56:19     | |
| 37   | Progress 36  | 144        | 13. května 1988 00:30:25    | Sojuz U2     | 15. května 1988 02:13:26    | Mir             | 5. června 1988 11:11:55     | 5. června 1988 21:18:40     | |
| 38   | Progress 37  | 145        | 18. července 1988 21:13:09  | Sojuz U2     | 20. července 1988 22:33:40  | Mir             | 12. srpna 1988 08:31:54     | 12. srpna 1988 13:45:40     | |
| 39   | Progress 38  | 146        | 9. září 1988 23:33:40       | Sojuz U2     | 12. září 1988 01:22:28      | Mir             | 23. listopadu 1988 12:12:46 | 23. listopadu 1988 19:06:58 | |
| 40   | Progress 39  | 147        | 25. prosince 1988 04:11:37  | Sojuz U2     | 27. prosince 1988 05:35:10  | Mir             | 7. února 1989 06:45:34      | 7. února 1989 13:49:00      | Poté, co zvýšená sluneční aktivita urychlila pokles oběžné dráhy komplexu Mir, byl motor a zásoba paliva Progressu použity ke zvýšení dráhy. |
| 41   | Progress 40  | 148        | 10. února 1989 08:53:52     | Sojuz U2     | 12. února 1989 10:29:38     | Mir             | 3. března 1989 01:45:52     | 5. března 1989 01:59:00     | |
| 42   | Progress 41  | 149        | 16. března 1989 18:54:15    | Sojuz U2     | 18. března 1989 20:50:46    | Mir             | 21. dubna 1989 01:46:15     | 25. dubna 1989 12:12:00     | Porucha hlavního motoru neumožnila obvyklý řízený destruktivní návrat do atmosféry. Loď proto podstoupila neřízený návrat.                   |
| 43   | Progress M-1 | 201        | 23. srpna 1989 03:09:32     | Sojuz U2     | 25. srpna 1989 05:19:02     | Mir             | 1. prosince 1989 09:02:23   | 1. prosince 1989 11:21:00   | |
| 44   | Progress M-2 | 202        | 20. prosince 1989 03:30:50  | Sojuz U2     | 22. prosince 1989 05:41:21  | Mir             | 9. února 1990 02:33:07      | 9. února 1990 07:56:00      | |
| 45   | Progress M-3 | 203        | 28. února 1990 23:10:57     | Sojuz U2     | 3. března 1990 01:04:32     | Mir             | 27. dubna 1990 20:24:43     | 28. dubna 1990 00:52:00     | |
| 46   | Progress 42  | 150        | 5. května 1990 20:44:01     | Sojuz U2     | 7. května 1990 22:45:03     | Mir             | 27. května 1990 07:08:58    | 27. května 1990 12:27:30    | |
| 47   | Progress M-4 | 204        | 15. srpna 1990 04:00:41     | Sojuz U2     | 17. srpna 1990 05:26:13     | Mir             | 17. září 1990 12:42:43      | 20. září 1990 11:42:49      | |
| 48   | Progress M-5 | 206        | 27. září 1990 10:37:42      | Sojuz U2     | 29. září 1990 12:26:50      | Mir             | 28. listopadu 1990 06:15:46 | 28. listopadu 1990 11:04:05 | |

### 1991–2000
| Poř. | Kosmická loď         | Výr. číslo | Start (UTC)                 | Nosná raketa | Spojení (UTC)               | Stanice/ Port   | Odpojení (UTC)              | Vstup do atmosféry (UTC)    | Pozn. |
| ---- | -------------------- | ---------- | --------------------------- | ------------ | --------------------------- | --------------- | --------------------------- | --------------------------- | --- |
| 49   | Progress M-6         | 205        | 14. ledna 1991 14:50:27     | Sojuz U2     | 16. ledna 1991 16:35:25     | Mir             | 15. března 1991 12:46:41    | 15. března 1991 18:07:26    | |
| 50   | Progress M-7         | 208        | 19. března 1991 13:05:15    | Sojuz U2     | 28. března 1991 12:02:28    | Mir             | 6. května 1991 22:59:36     | 7. května 1991 17:20:05     | Loď podstoupila dva nezdařené pokusy o spojení s Mirem 21. a 23. března. |
| 51   | Progress M-8         | 207        | 30. května 1991 08:04:03    | Sojuz U2     | 1. června 1991 09:44:37     | Mir             | 15. srpna 1991 22:16:59     | 16. srpna 1991 06:56:32     | |
| 52   | Progress M-9         | 210        | 20. srpna 1991 22:54:10     | Sojuz U2     | 23. srpna 1991 00:54:17     | Mir             | 30. září 1991 01:53:00      | 30. září 1991               | |
| 53   | Progress M-10        | 211        | 17. října 1991 00:05:25     | Sojuz U2     | 21. října 1991 03:40:50     | Mir             | 20. ledna 1992 07:13:44     | 20. ledna 1992 12:03:30     | Loď podstoupila nezdařený pokus o spojení s Mirem 19. října 1991. |
| 54   | Progress M-11        | 212        | 25. ledna 1992 07:50:17     | Sojuz U2     | 27. ledna 1992 09:30:43     | Mir             | 13. března 1992 08:43:40    | 13. března 1992 15:47:00    | |
| 55   | Progress M-12        | 213        | 19. dubna 1992 21:29:25     | Sojuz U2     | 21. dubna 1992 23:21:59     | Mir             | 27. června 1992 21:34:44    | 28. června 1992 00:02:51    | |
| 56   | Progress M-13        | 214        | 30. června 1992 16:43:13    | Sojuz U2     | 4. července 1992 16:55:13   | Mir             | 24. července 1992 04:14:00  | 24. července 1992 08:03:35  | Loď podstoupila nezdařený pokus o spojení s Mirem 2. července. |
| 57   | Progress M-14        | 209        | 15. srpna 1992 22:18:32     | Sojuz U2     | 18. srpna 1992 00:20:48     | Mir Kvant-1 aft | 21. října 1992 16:46:01     | 21. října 1992 23:12:00     | |
| 58   | Progress M-15        | 215        | 27. října 1992 17:19:41     | Sojuz U2     | 29. října 1992 19:05:51     | Mir             | 4. února 1993 00:44:53      | 7. února 1993 06:43:20      | |
| 59   | Progress M-16        | 216        | 21. února 1993 18:32:33     | Sojuz U2     | 23. února 1993 20:17:57     | Mir             | 26. března 1993 06:50:00    | 27. března 1993 10:25:00    | |
| 59   | Progress M-16        | 216        | 21. února 1993 18:32:33     | Sojuz U2     | 26. března 1993 07:06:03    | Mir             | 27. března 1993 04:21:00    | 27. března 1993 10:25:00    | |
| 60   | Progress M-17        | 217        | 31. března 1993 03:34:13    | Sojuz U2     | 1. dubna 1993 05:16:18      | Mir Kvant-1 aft | 11. srpna 1993 15:36:42     | 3. března 1994 03:28:00     | Proveden test dlouhodobého provozu lodi ve spojení s Mirem i v samostatném letu. |
| 61   | Progress M-18        | 218        | 22. května 1993 06:41:47    | Sojuz U2     | 24. května 1993 08:24:44    | Mir Mir forward | 3. července 1993 15:58:16   | 4. července 1993 17:13:00   | |
| 62   | Progress M-19        | 219        | 10. srpna 1993 22:23:45     | Sojuz U      | 13. srpna 1993 00:00:06     | Mir Kvant-1 aft | 13. října 1993 17:59:06     | 19. října 1993 00:22:14     | |
| 63   | Progress M-20        | 220        | 11. října 1993 21:33:19     | Sojuz U      | 13. října 1993 23:24:46     | Mir Kvant-1 aft | 21. listopadu 1993 02:38:43 | 21. listopadu 1993          | |
| 64   | Progress M-21        | 221        | 28. ledna 1994 02:12:10     | Sojuz U      | 30. ledna 1994 03:56:13     | Mir Kvant-1 aft | 23. března 1994 01:20:29    | 23. března 1994 05:13:00    | |
| 65   | Progress M-22        | 222        | 22. března 1994 04:54:12    | Sojuz U      | 24. března 1994 06:39:37    | Mir Kvant-1 aft | 23. května 1994 00:58:38    | 23. května 1994 04:40:00    | |
| 66   | Progress M-23        | 223        | 22. května 1994 04:30:04    | Sojuz U      | 24. května 1994 06:18:35    | Mir Kvant-1 aft | 2. července 1994 08:46:39   | 2. července 1994 14:57      | |
| 67   | Progress M-24        | 224        | 25. srpna 1994 14:25:12     | Sojuz U      | 2. září 1994 13:30:28       | Mir Mir forward | 4. října 1994 18:55:52      | 4. října 1994 22:43:00      | Loď podstoupila dva nezdařené pokusy o spojení s Mirem 27 and 30. srpna, druhý pokus vedl ke srážce lodi se stanicí.                                                                               |
| 68   | Progress M-25        | 225        | 11. listopadu 1994 07:21:58 | Sojuz U      | 13. listopadu 1994 09:04:29 | Mir Kvant-1 aft | 16. února 1995 13:03:00     | 16. února 1995 16:45:00     | |
| 69   | Progress M-26        | 226        | 15. února 1995 16:42:28     | Sojuz U      | 17. února 1995 18:21:34     | Mir Kvant-1 aft | 15. března 1995 02:26:38    | 15. března 1995 06:15:00    | |
| 70   | Progress M-27        | 227        | 9. dubna 1995 19:34:12      | Sojuz U      | 11. dubna 1995 21:00:44     | Mir Mir forward | 22. května 1995 23:42:37    | 23. května 1995 03:27:52    | |
| 71   | Progress M-28        | 228        | 20. července 1995 03:04:41  | Sojuz U      | 22. července 1995 04:39:37  | Mir Mir forward | 4. září 1995 05:09:53       | 4. září 1995 08:58:55       | |
| 72   | Progress M-29        | 229        | 8. října 1995 18:50:40      | Sojuz U      | 10. října 1995 20:32:40     | Mir Kvant-1 aft | 19. prosince 1995 09:15:05  | 19. prosince 1995 16:15:00  | |
| 73   | Progress M-30        | 230        | 18. prosince 1995 14:31:35  | Sojuz U      | 20. prosince 1995 16:10:15  | Mir             | 22. února 1996 07:30:02     | 22. února 1996 11:02:36     | |
| 74   | Progress M-31        | 231        | 5. května 1996 07:04:18     | Sojuz U      | 7. května 1996 08:54:19     | Mir Mir forward | 1. srpna 1996 16:44:54      | 1. srpna 1996 20:33:03      | |
| 75   | Progress M-32        | 232        | 31. července 1996 20:00:06  | Sojuz U      | 2. srpna 1996 22:03:40      | Mir Mir forward | 18. srpna 1996 09:33:45     | 20. listopadu 1996 22:42:25 | |
| 75   | Progress M-32        | 232        | 31. července 1996 20:00:06  | Sojuz U      | 3. září 1996 09:35:00       | Mir Kvant-1 aft | 20. listopadu 1996 19:51:20 | 20. listopadu 1996 22:42:25 | |
| 76   | Progress M-33        | 233        | 19. listopadu 1996 23:20:38 | Sojuz U      | 22. listopadu 1996 01:01:30 | Mir Kvant-1 aft | 6. února 1997 12:13:53      | 12. března 1997 03:23:37    | Loď podstoupila nezdařený pokus o znovuspojení s Mirem 4. března 1997. |
| 77   | Progress M-34        | 234        | 6. dubna 1997 16:04:05      | Sojuz U      | 8. dubna 1997 17:30:03      | Mir Kvant-1 aft | 24. června 1997 10:22:50    | 2. července 1997 06:31:50   | Loď podstoupila nezdařený pokus o znovuspojení s Mirem 25. června, který vedl k trvalé dehermetizaci modulu Spektr.                                                                                |
| 78   | Progress M-35        | 235        | 5. července 1997 04:11:54   | Sojuz U      | 7. července 1997 05:59:24   | Mir             | 6. srpna 1997 11:46:45      | 7. října 1997 17:23:00      | |
| 78   | Progress M-35        | 235        | 5. července 1997 04:11:54   | Sojuz U      | 18. srpna 1997 12:52:48     | Mir             | 7. října 1997 12:03:49      | 7. října 1997 17:23:00      | |
| 79   | Progress M-36        | 236        | 5. října 1997 15:08:57      | Sojuz U      | 8. října 1997 17:07:09      | Mir Kvant-1 aft | 17. prosince 1997 06:01:53  | 19. prosince 1997 13:20:01  | |
| 80   | Progress M-37        | 237        | 20. prosince 1997 08:45:02  | Sojuz U      | 22. prosince 1997 10:22:20  | Mir Kvant-1 aft | 30. ledna 1998 12:00:00     | 15. března 1998 23:04:00    | |
| 80   | Progress M-37        | 237        | 20. prosince 1997 08:45:02  | Sojuz U      | 23. února 09:42:28          | Mir             | 15. března 1998 19:16:01    | 15. března 1998 23:04:00    | |
| 81   | Progress M-38        | 238        | 14. března 1998 22:45:55    | Sojuz U      | 16. března 1998 22:45       | Mir Kvant-1 aft | 15. května 1998 18:44       | 15. května 1998             | |
| 82   | Progress M-39        | 239        | 14. května 1998 22:12:59    | Sojuz U      | 16. května 1998 23:51       | Mir Kvant-1 aft | 12. srpna 1998 09:28        | 29. října 1998 04:14:52     | |
| 82   | Progress M-39        | 239        | 14. května 1998 22:12:59    | Sojuz U      | 1. září 1998                | Mir Kvant-1 aft | 25. října 1998 23:03:24     | 29. října 1998 04:14:52     | |
| 83   | Progress M-40        | 240        | 25. října 1998 04:14:57     | Sojuz U      | 27. října 1998              | Mir Kvant-1 aft | 4. února 1999 09:59         | 5. února 1999 11:10         | |
| 84   | Progress M-41        | 241        | 2. dubna 1999 11:28:43      | Sojuz U      | 4. dubna 1999 12:46:49      | Mir Mir forward | 17. července 1999 11:20     | 17. července 1999 19:51     | |
| 85   | Progress M-42        | 242        | 16. července 1999 16:37:33  | Sojuz U      | 18. července 1999 17:53     | Mir Kvant-1 aft | 2. února 2000 03:11:52      | 2. února 2000 06:10:40      | |
| 86   | Progress M1-1        | 250        | 1. února 2000 06:47:23      | Sojuz U      | 3. února 2000 08:02:20      | Mir Kvant-1 aft | 26. dubna 2000 16:33        | 26. dubna 2000 19:27        | |
| 87   | Progress M1-2        | 252        | 25. dubna 2000 20:08:02     | Sojuz U      | 27. dubna 2000 21:28        | Mir Kvant-1 aft | 15. října 2000              | 15. října 2000              | |
| 88   | Progress M1-3ISS-1P  | 251        | 6. srpna 2000 18:26:42      | Sojuz U      | 8. srpna 2000 20:13         | ISS Zvezda aft  | 1. listopadu 2000 04:05     | 1. listopadu 2000 07:05     | První let Progressu k ISS. |
| 89   | Progress M-43        | 243        | 16. října 2000 21:27:06     | Sojuz U      | 18. října 2000              | Mir Kvant-1 aft | 25. ledna 2001 05:19        | 29. ledna 2001              | |
| 90   | Progress M1-4 ISS-2P | 253        | 16. listopadu 2000 01:32:36 | Sojuz U      | 18. listopadu 2000 03:48    | ISS Zarja nadir | 1. prosince 2000 16:23      | 8. února 2001 13:50         | Po selhání navigačního dokovacího systému Kurs provedeno manuální spojení pomocí záložního systému TORU. Loď později strávila 25 dní v samostatném letu, než se znovu připojila ke stejnému portu. |
| 90   | Progress M1-4 ISS-2P | 253        | 16. listopadu 2000 01:32:36 | Sojuz U      | 26. prosince 2000 10:54     | ISS Zarja nadir | 8. února 2001 11:26         | 8. února 2001 13:50         | Po selhání navigačního dokovacího systému Kurs provedeno manuální spojení pomocí záložního systému TORU. Loď později strávila 25 dní v samostatném letu, než se znovu připojila ke stejnému portu. |

### 2001–2010
| Poř. | Kosmická loď           | Výr. číslo | Start (UTC)                 | Nosná raketa | Spojení (UTC)            | Stanice/ Port     | Odpojení (UTC)           | Vstup do atmosféry (UTC) | Pozn. |
| ---- | ---------------------- | ---------- | --------------------------- | ------------ | ------------------------ | ----------------- | ------------------------ | ------------------------ | --- |
| 91   | Progress M1-5          | 254        | 24. ledna 2001 04:28:42     | Sojuz U      | 27. ledna 2001 05:33     | Mir Kvant-1 aft   | –                        | 23. března 2001 05:08    | Poslední let Progressu ke stanici Mir. Loď byla na konci letu využita pro navedení stanice na sestupný kurs k zániku v atmosféře. |
| 92   | Progress M-44 ISS-3P   | 244        | 26. února 2001 08:09:35     | Sojuz U      | 28. února 2001 09:47     | ISS Zvezda aft    | 16. dubna 2001 08:48     | 16. dubna 2001 13:23     | |
| 93   | Progress M1-6 ISS-4P   | 255        | 20. května 2001 22:32:40    | Sojuz-FG     | 23. května 2001 00:24    | ISS Zvezda aft    | 22. srpna 2001 06:01     | 22. srpna 2001 09:00     | |
| 94   | Progress M-45 ISS-5P   | 245        | 21. srpna 2001 09:23:54     | Sojuz U      | 23. srpna 2001 09:51     | ISS Zvezda aft    | 22. listopadu 2001       | 22. listopadu 2001       | |
| 95   | Progress M-SO1 ISS-4R  | 301        | 14. září 2001 23:34:55      | Sojuz U      | 17. září 2001 01:05      | ISS Zvezda nadir  | 26. září 2001 15:36      | 26. září 2001 22:30      | Modifikace varianty Progress M pro dopravu modulů k ISS. Loď na stanici doručila modul Pirs.                                      |
| 96   | Progress M1-7 ISS-6P   | 256        | 26. listopadu 2001 18:24:12 | Sojuz-FG     | 28. listopadu 2001 19:43 | ISS Zvezda aft    | 19. března 2002 17:43    | 20. března 2002 01:27    | K hermetickému spojení došlo až 3. prosince 2001 po manuálním odstranění zbytků zbylých po lodi Progress M-45.                    |
| 97   | Progress M1-8 ISS-7P   | 257        | 21. března 2002 20:13:39    | Sojuz U      | 24. března 2002 20:57    | ISS Zvezda aft    | 25. června 2002 08:26    | 25. června 2002 12:26    | |
| 98   | Progress M-46 ISS-8P   | 246        | 26. června 2002 05:36:30    | Sojuz U      | 29. června 2002 06:23    | ISS Zvezda aft    | 24. září 2002 13:59      | 14. října 2002 10:22     | |
| 99   | Progress M1-9 ISS-9P   | 258        | 25. září 2002 16:58:24      | Sojuz-FG     | 29. září 2002 17:00      | ISS Zvezda aft    | 1. února 2003 16:00      | 1. února 2003 20:00      | Desátý let Progresssu k ISS. |
| 100  | Progress M-47 ISS-10P  | 247        | 2. února 2003 12:59:40      | Sojuz U      | 4. února 2003 14:49      | ISS Zvezda aft    | 27. srpna 2003 22:48     | 28. srpna 2003 02:37     | |
| 101  | Progress M1-10 ISS-11P | 259        | 8. června 2003 10:34:19     | Sojuz U      | 11. června 2003 11:15    | ISS Pirs nadir    | 4. září 2003 19:41       | 3. října 2003 12:38      | |
| 102  | Progress M-48 ISS-12P  | 248        | 29. srpna 2003 01:47:59     | Sojuz U      | 31. srpna 2003 03:40     | ISS Zvezda aft    | 28. ledna 2004 08:35     | 28. ledna 2004 13:57     | |
| 103  | Progress M1-11 ISS-13P | 260        | 29. ledna 2004 11:58:08     | Sojuz U      | 31. ledna 2004 13:13     | ISS Zvezda aft    | 24. května 2004 09:19    | 3. června 2004 10:36     | |
| 104  | Progress M-49 ISS-14P  | 249        | 25. května 2004 12:34:23    | Sojuz U      | 27. května 2004 13:54    | ISS Zvezda aft    | 30. července 2004 06:04  | 30. července 2004 11:23  | |
| 105  | Progress M-50 ISS-15P  | 350        | 11. srpna 2004 05:03:07     | Sojuz U      | 14. srpna 2004 05:01     | ISS Zvezda aft    | 22. prosince 2004 19:37  | 22. prosince 2004 23:23  | |
| 106  | Progress M-51 ISS-16P  | 351        | 23. prosince 2004 22:19:34  | Sojuz U      | 25. prosince 2004 23:57  | ISS Zvezda aft    | 27. února 2005 16:06     | 9. března 2005 17:03     | |
| 107  | Progress M-52 ISS-17P  | 352        | 28. února 2005 19:09:18     | Sojuz U      | 2. března 2005 20:10     | ISS Zvezda aft    | 15. června 2005 20:16    | 16. června 2005 00:02    | |
| 108  | Progress M-53 ISS-18P  | 353        | 16. června 2005 23:09:34    | Sojuz U      | 19. června 2005 00:41    | ISS Zvezda aft    | 7. září 2005 10:25       | 7. září 2005 14:12       | Přiblížení a připojení pomocí záložního dokovacího systému TORU.                                                                  |
| 109  | Progress M-54 ISS-19P  | 354        | 8. září 2005 13:07:54       | Sojuz U      | 10. září 2005 14:42      | ISS Zvezda aft    | 3. března 2006 10:06     | 3. března 2006 13:52     | Dvacátý let Progressu k ISS. |
| 110  | Progress M-55 ISS-20P  | 355        | 21. prosince 2005 18:38:20  | Sojuz U      | 23. prosince 2005 19:46  | ISS Pirs nadir    | 19. června 2006 14:06    | 19. června 2006 17:53    | |
| 111  | Progress M-56 ISS-21P  | 356        | 24. dubna 2006 16:03:25     | Sojuz U      | 26. dubna 2006 17:41     | ISS Zvezda aft    | 19. září 2006 00:28      | 19. září 2006 04:14      | |
| 112  | Progress M-57 ISS-22P  | 357        | 24. června 2006 15:08:18    | Sojuz U      | 26. června 2006 16:25    | ISS Pirs nadir    | 16. ledna 2007 23:23     | 17. ledna 2007 03:15     | |
| 113  | Progress M-58 ISS-23P  | 358        | 23. října 2006 13:40:36     | Sojuz U      | 26. října 2006 14:28     | ISS Zvezda aft    | 27. března 2007 18:11    | 27. března 2007 23:30    | |
| 114  | Progress M-59 ISS-24P  | 359        | 18. ledna 2007 02:12:13     | Sojuz U      | 20. ledna 2007 01:59     | ISS Pirs nadir    | 1. srpna 2007 14:07      | 1. srpna 2007 19:26      | |
| 115  | Progress M-60 ISS-25P  | 360        | 12. května 2007 03:25:36    | Sojuz U      | 15. května 2007 05:10    | ISS Zvezda aft    | 19. září 2007 00:36      | 25. září 2007 19:47      | |
| 116  | Progress M-61 ISS-26P  | 361        | 2. srpna 2007 17:33:47      | Sojuz U      | 5. srpna 2007 18:40      | ISS Pirs nadir    | 22. prosince 2007 03:59  | 22. ledna 2008 19:51     | |
| 117  | Progress M-62 ISS-27P  | 362        | 23. prosince 2007 07:12:41  | Sojuz U      | 26. prosince 2007 08:14  | ISS Pirs nadir    | 4. února 2008 10:32      | 15. února 2008 13:29     | |
| 118  | Progress M-63 ISS-28P  | 363        | 5. února 2008 13:02:57      | Sojuz U      | 7. února 2008 14:38      | ISS Pirs nadir    | 7. dubna 2008 08:49      | 7. dubna 2008 12:36      | |
| 119  | Progress M-64 ISS-29P  | 364        | 14. května 2008 20:22:56    | Sojuz U      | 16. května 2008 21:39    | ISS Zarja nadir   | 1. září 2008 19:46       | 8. září 2008 21:33       | Třicátý let Progressu k ISS. |
| 120  | Progress M-65 ISS-30P  | 365        | 10. září 2008 19:50:02      | Sojuz U      | 17. září 2008 18:43      | ISS Zvezda aft    | 15. listopadu 2008 16:19 | 8. prosince 2008 08:49   | |
| 121  | Progress M-01M ISS-31P | 401        | 26. listopadu 2008 12:38:38 | Sojuz U      | 30. listopadu 2008 12:28 | ISS Pirs nadir    | 6. února 2009 04:10      | 8. února 2009 08:20      | |
| 122  | Progress M-66 ISS-32P  | 366        | 10. února 2009 05:49:46     | Sojuz U      | 13. února 2009 07:18     | ISS Pirs nadir    | 6. května 2009 15:18     | 18. května 2009 15:14    | |
| 123  | Progress M-02M ISS-33P | 402        | 7. května 2009 18:37:09     | Sojuz U      | 12. května 2009 19:24    | ISS Pirs nadir    | 30. června 2009 18:29    | 13. července 2009 16:28  | |
| 124  | Progress M-67 ISS-34P  | 367        | 24. července 2009 10:56:56  | Sojuz U      | 29. července 2009 11:12  | ISS Zvezda aft    | 21. září 2009 07:25      | 27. září 2009 10:19      | |
| 125  | Progress M-03M ISS-35P | 403        | 15. října 2009 01:14:37     | Sojuz U      | 18. října 2009 01:40     | ISS Pirs nadir    | 22. dubna 2010 18:32     | 27. dubna 2010 18:07     | |
| 126  | Progress M-MIM2 ISS-5R | 302        | 10. listopadu 2009 14:22:04 | Sojuz U      | 12. listopadu 2009 15:41 | ISS Zvezda zenith | 8. prosince 2009 00:16   | 8. prosince 2009 05:27   | Modifikace varianty Progress M pro dopravu modulů k ISS. Loď na stanici doručila modul Poisk.                                     |
| 127  | Progress M-04M ISS-36P | 404        | 3. února 2010 03:45:29      | Sojuz U      | 5. února 2010 04:26      | ISS Zvezda aft    | 10. května 2010 11:16    | 1. července 2010 13:54   | |
| 128  | Progress M-05M ISS-37P | 405        | 28. dubna 2010 17:15:09     | Sojuz U      | 1. května 2010 18:30     | ISS Pirs nadir    | 25. října 2010 14:22     | 15. listopadu 2010 08:50 | |
| 129  | Progress M-06M ISS-38P | 406        | 30. června 2010 15:35:14    | Sojuz U      | 4. července 2010 16:17   | ISS Zvezda aft    | 31. srpna 2010 11:22     | 6. září 2010 13:13       | Loď podstoupila nezdařený pokus o spojení s ISS 2. července 2010. Čtyřicátý let Progresu k ISS.                                   |
| 130  | Progress M-07M ISS-39P | 407        | 10. září 2010 10:22:57      | Sojuz U      | 12. září 2010 11:57      | ISS Zvezda aft    | 20. února 2011           | 20. února 2011           | |
| 131  | Progress M-08M ISS-40P | 408        | 27. října 2010 15:11:50     | Sojuz U      | 30. října 2010 16:36     | ISS Pirs nadir    | 24. ledna 2011 00:42     | 24. ledna 2011 06:07     | |

### 2011–2020
| Poř. | Kosmická loď           | Výr. číslo | Start (UTC)                 | Nosná raketa | Spojení (UTC)               | Stanice/ Port  | Odpojení (UTC)            | Vstup do atmosféry (UTC) | Pozn. |
| ---- | ---------------------- | ---------- | --------------------------- | ------------ | --------------------------- | -------------- | ------------------------- | ------------------------ | --- |
| 132  | Progress M-09M ISS-41P | 409        | 28. ledna 2011 01:31:39     | Sojuz U      | 30. ledna 2011 02:39        | ISS Pirs nadir | 22. dubna 2011            | 26. dubna 2011           | |
| 133  | Progress M-10M ISS-42P | 410        | 27. dubna 2011 13:05:21     | Sojuz U      | 29. dubna 2011 14:29        | ISS Pirs nadir | 29. října 2011 9:04       | 29. října 2011 12:54     | |
| 134  | Progress M-11M ISS-43P | 411        | 21. června 2011 14:38:15    | Sojuz U      | 23. června 2011 16:37       | ISS Zvezda aft | 23. srpna 2011 09:34      | 1. září 2011             | |
| 135  | Progress M-12M ISS-44P | 412        | 24. srpna 2011 13:00:08     | Sojuz U      | –                           | –              | –                         | 24. srpna 2011 13:25     | Loď selhala kvůli předčasnému odpojení 3. stupně rakety. Dopadla na povrch Země v Čojském okresu Altajské republiky.          |
| 136  | Progress M-13M ISS-45P | 413        | 30. října 2011 10:11:12     | Sojuz U      | 2. listopadu 2011 11:41     | ISS Pirs nadir | 23. ledna 2012 22:10      | 25. ledna 2012           | |
| 137  | Progress M-14M ISS-46P | 414        | 25. ledna 2012 23:06:40     | Sojuz U      | 28. ledna 2012              | ISS Pirs nadir | 19. dubna 2012 11:04      | 28. dubna 2012           | |
| 138  | Progress M-15M ISS-47P | 415        | 20. dubna 2012 12:50:24     | Sojuz U      | 22. dubna 2012 14:39        | ISS Pirs nadir | 22. července 2012 20:27   | 20. srpna 2012           | |
| 138  | Progress M-15M ISS-47P | 415        | 20. dubna 2012 12:50:24     | Sojuz U      | 29. července 2012 01:00     | ISS Pirs nadir | 30. července 2012 21:16   | 20. srpna 2012           | |
| 139  | Progress M-16M ISS-48P | 416        | 1. srpna 2012 19:35:13      | Sojuz U      | 2. srpna 2012 01:18         | ISS Pirs nadir | 9. února 2013 13:12       | 9. února 2013 16:19      | Padesátý let Progressu k ISS.                                                                                                 |
| 140  | Progress M-17M ISS-49P | 417        | 31. října 2012 07:41:18     | Sojuz U      | 31. října 2012 13:33        | ISS Zvezda aft | 15. dubna 2013 12:02      | 21. dubna 2013 14:59     | |
| 141  | Progress M-18M ISS-50P | 418        | 11. února 2013 14:41:47     | Sojuz U      | 12. února 2013 20:35        | ISS Pirs nadir | 25. července 2013 20:43   | 26. července 2013 00:42  | |
| 142  | Progress M-19M ISS-51P | 419        | 24. dubna 2013 10:12:16     | Sojuz U      | 26. dubna 2013 12:25        | ISS Zvezda aft | 11. června 2013 13:58     | 19. června 2013 13:39    | |
| 143  | Progress M-20M ISS-52P | 420        | 27. července 2013 20:45:08  | Sojuz U      | 28. července 2013 02:26     | ISS Pirs nadir | 3. února 2014 16:21       | 11. února 2014           | |
| 144  | Progress M-21M ISS-53P | 421        | 25. listopadu 2013 20:53:00 | Sojuz U      | 29. listopadu 2013 22:30:20 | ISS Zvezda aft | 9. června 2014 12:29      | 9. června 2014           | |
| 145  | Progress M-22M ISS-54P | 422        | 5. února 2014 16:23:32      | Sojuz U      | 5. února 2014 22:22:00      | ISS Pirs nadir | 7. dubna 2014 13:58       | 18. dubna 2014           | |
| 146  | Progress M-23M ISS-55P | 427        | 9. dubna 2014 15:26:27      | Sojuz U      | 9. dubna 2014 21:14         | ISS Pirs nadir | 21. července 2014 21:44   | 31. července 2014        | |
| 147  | Progress M-24M ISS-56P | 423        | 23. července 2014 21:44:44  | Sojuz U      | 24. července 2014, 03:31    | ISS Pirs nadir | 27. října 2014 06:38      | 19. listopadu 2014       | |
| 148  | Progress M-25M ISS-57P | 424        | 29. října 2014 07:09:43     | Sojuz-2.1a   | 29. října 2014 13:08        | ISS Pirs nadir | 25. dubna 2015 06:41      | 26. dubna 2015           | |
| 149  | Progress M-26M ISS-58P | 425        | 17. února 2015 11:00:17     | Sojuz U      | 17. února 2015 16:57        | ISS Zvezda aft | 14. srpna 2015 10:19      | 14. srpna 2015           | Šedesátý let Progressu k ISS.                                                                                                 |
| 150  | Progress M-27M ISS-59P | 426        | 28. dubna 2015 07:09:50     | Sojuz-2.1a   | –                           | –              | –                         | 8. května 2015           | Selhání mise bez pokusu o připojení k ISS v důsledku ztráty kontroly polohy a telemetrie krátce po vstupu na oběžnou dráhu.   |
| 151  | Progress M-28M ISS-60P | 428        | 3. července 2015 04:55:48   | Sojuz U      | 5. července 2015 07:11      | ISS Pirs nadir | 19. prosince 2015 07:35   | 19. prosince 2015        | |
| 152  | Progress M-29M ISS-61P | 429        | 1. října 2015 16:49         | Sojuz U      | 1. října 2015 22:52         | ISS Zvezda aft | 30. března 2016 14:15     | 8. dubna 2016            | |
| 153  | Progress MS-01 ISS-62P | 431        | 21. prosince 2015 08:44:39  | Sojuz-2.1a   | 23. prosince 2015 10:27     | ISS Pirs nadir | 2. července 2016 23:48    | 3. července 2016 7:03    | |
| 154  | Progress MS-02 ISS-63P | 432        | 31. března 2016 16:23:57    | Sojuz-2.1a   | 2. dubna 2016 17:58         | ISS Zvezda aft | 14. října 2016 09:37      | 14. října 2016           | |
| 155  | Progress MS-03 ISS-64P | 433        | 16. července 2016 21:41:45  | Sojuz U      | 19. července 2016 00:20     | ISS Pirs nadir | 31. ledna 2017 14:25      | 31. ledna 2017 17:34     | |
| 156  | Progress MS-04 ISS-65P | 434        | 1. prosince 2016 14:51:52   | Sojuz U      | –                           | –              | –                         | 1. prosince 2016         | Loď nedosáhla oběžné dráhy kvůli anomálii třetího stupně, která měla za následek nekonzistentní telemetrii.                   |
| 157  | Progress MS-05 ISS-66P | 435        | 22. února 2017 05:58:33     | Sojuz U      | 24. února 2017 08:30        | ISS Pirs nadir | 20. července 2017 12:00   | 20. července 2017        | |
| 158  | Progress MS-06 ISS-67P | 436        | 14. června 2017 09:20:13    | Sojuz-2.1a   | 16. června 2017 11:37       | ISS Zvezda aft | 28. prosince 2017 01:03   | 28. prosince 2017        | |
| 159  | Progress MS-07 ISS-68P | 437        | 14. října 2017 08:47        | Sojuz-2.1a   | 16. října 2017 11:37        | ISS Pirs nadir | 28. března 2018 13:50     | 26. dubna 2018           | Sedmdesátý let Progressu k ISS.                                                                                               |
| 160  | Progress MS-08 ISS-69P | 438        | 13. února 2018 08:13:33     | Sojuz-2.1a   | 15. února 2018 10:38        | ISS Zvezda aft | 23. srpna 2018 02:16      | 30. srpna 2018           | |
| 161  | Progress MS-09 ISS-70P | 439        | 9. července 2018 21:51:33   | Sojuz-2.1a   | 10. července 2018 01:31     | ISS Pirs nadir | 25. ledna 2019 12:55      | 25. ledna 2019           | První využití zkrácené trajektorie přiblížení u lodi Progress. Loď se ke stanici připojila jen 3 hodiny a 40 minut po startu. |
| 162  | Progress MS-10 ISS-71P | 440        | 16. listopadu 2018 18:14:08 | Sojuz-FG     | 18. listopadu 2018 19:28    | ISS Zvezda aft | 4. června 2019 08:40      | 4. června 2019           | |
| 163  | Progress MS-11 ISS-72P | 441        | 4. dubna 2019 11:01:35      | Sojuz-FG     | 4. dubna 2019 14:25         | ISS Pirs nadir | 29. července 2019 10:44   | 29. července 2019        | |
| 164  | Progress MS-12 ISS-73P | 442        | 31. července 2019 12:10:46  | Sojuz-2.1a   | 31. července 2019 15:29     | ISS Pirs nadir | 29. listopadu 2019 10:25  | 29. listopadu 2019       | |
| 165  | Progress MS-13 ISS-74P | 443        | 6. prosince 2019 09:34:11   | Sojuz-2.1a   | 9. prosince 10:35:11        | ISS Pirs nadir | 8. července 2020 18:22:00 | 8. července 2020         | |
| 166  | Progress MS-14 ISS-75P | 448        | 25. dubna 2020 01:51:41     | Sojuz-2.1a   | 25. dubna 2020 05:12:00     | ISS Zvezda aft | 27. dubna 2021 23:11:00   | 29. dubna 2021           | |
| 167  | Progress MS-15 ISS-76P | 444        | 23. července 2020 14:26:22  | Sojuz-2.1a   | 23. července 2020 17:45:00  | ISS Pirs nadir | 9. února 2021 05:21:00    | 9. února 2021            | |

### 2021 a dál
| Poř. | Kosmická loď           | Výr. číslo | Start (UTC)                 | Nosná raketa | Spojení (UTC)               | Stanice/ Port    | Odpojení (UTC)                 | Vstup do atmosféry (UTC)       | Pozn. |
| ---- | ---------------------- | ---------- | --------------------------- | ------------ | --------------------------- | ---------------- | ------------------------------ | ------------------------------ | --- |
| 168  | Progress MS-16 ISS-77P | 445        | 15. února 2021 04:45:06     | Sojuz-2.1a   | 17. února 2021 06:27:00     | ISS Pirs nadir   | 26. července 2021 10:55:00     | 26. července 2021              | Loď s odpojila s modulem Pirs a zanikla s ním.                                                                                      |
| 169  | Progress MS-17 ISS-78P | 446        | 30. června 2021 23:27:20    | Sojuz-2.1a   | 2. července 2021 00:59:00   | ISS Poisk zenith | 20. října 2021 23:42:00        | 25. listopadu 2021, 15:08      | Osmdesátý let Progressu k ISS. |
| 169  | Progress MS-17 ISS-78P | 446        | 30. června 2021 23:27:20    | Sojuz-2.1a   | 22. října 2021 04:21:00     | ISS Nauka nadir  | 25. listopadu 2021 11:22:00    | 25. listopadu 2021, 15:08      | Osmdesátý let Progressu k ISS. |
| 170  | Progress MS-18 ISS-79P | 447        | 28. října 2021 00:00:32     | Sojuz-2.1a   | 30. října 2021 01:31:00     | ISS Zvezda aft   | 1. června 2022 08:02:51        | 1. června 2022 ~11:45          | |
| 171  | Progress M-UM ISS-6R   | 303        | 24. listopadu 2021 13:06:35 | Sojuz-2.1b   | 26. listopadu 2021 15:19:00 | ISS Nauka nadir  | 22. prosince 2021 23:03:00     | 23. prosince 2021              | Modifikace varianty Progress M pro dopravu modulů k ISS. Loď na stanici doručila modul Pričal.                                      |
| 172  | Progress MS-19 ISS-80P | 449        | 15. února 2022 04:25:40     | Sojuz-2.1a   | 17. února 2022 07:03:20     | ISS Poisk zenith | 23. října 2022 22:45:34        | 24. října 2022 ~02:25          | |
| 173  | Progress MS-20 ISS-81P | 450        | 3. června 2022 09:32:16     | Sojuz-2.1a   | 3. června 2022 13:02:03     | ISS Zvezda aft   | 7. února 2023 04:56:36         | 7. února 2023 08:37            | |
| 174  | Progress MS-21 ISS-82P | 451        | 26. října 2022 00:20:09     | Sojuz-2.1a   | 28. října 2022 02:48:54     | ISS Poisk zenith | 18. února 2023 02:26:24        | 19. února 2023 ~03:45          | |
| 175  | Progress MS-22 ISS-83P | 452        | 9. února 2023 06:15:36      | Sojuz-2.1a   | 11. února 2023 08:45:21     | ISS Zvezda aft   | 20. srpna 2023 23:50:30        | 21. srpna 2023 ~03:35          | |
| 176  | Progress MS-23 ISS-84P | 453        | 24. května 2023 12:56:07    | Sojuz-2.1a   | 24. května 2023 07:03:20    | ISS Poisk zenith | 29. listopadu 2023, 07:55:26   | 29. listopadu 2023, ~11:35     | |
| 177  | Progress MS-24 ISS-85P | 454        | 23. srpna 2023 01:08:10     | Sojuz-2.1a   | 25. srpna 2023, 03:45:18    | ISS Zvezda aft   | 13. února 2024, 02:09:30       | 13. února 2024, ~05:46         | |
| 178  | Progress MS-25 ISS-86P | 455        | 1. prosince 2023 09:25:12   | Sojuz-2.1a   | 3. prosince 2023 11:18:33   | ISS Poisk zenith | 28. května 2024, 08:39:22      | 28. května 2024, ~12:20        | Celkem 89. let lodi Progress k ISS – ke stanici tak zamířila právě polovina ze všech dosud vypuštěných nákladních lodí tohoto typu. |
| 179  | Progress MS-26 ISS-87P | 456        | 15. února 2024 03:25:06     | Sojuz-2.1a   | 17. února 2024 06:06:13     | ISS Zvezda aft   | 13. srpna 2024, 02:00:32       | 13. srpna 2024, ~05:41         | Devadesátý let Progressu k ISS. |
| 180  | Progress MS-27 ISS-88P | 457        | 30. května 2024 09:42:59    | Sojuz-2.1a   | 1. června 2024 11:43:05     | ISS Poisk zenith | 19. listopadu 2024, 12:53:27   | 19. listopadu 2024, ~16:43     | |
| 181  | Progress MS-28 ISS-89P | 458        | 15. srpna 2024 03:20:18     | Sojuz-2.1a   | 17. srpna 2024 05:53:07     | ISS Zvezda aft   | 25. února 2025, 20:17:33       | 25. února 2025, ~23:57         | |
| 182  | Progress MS-29 ISS-90P | 459        | 21. listopadu 2024 12:22:23 | Sojuz-2.1a   | 23. listopadu 2024 14:31:16 | ISS Poisk zenith | 1. července 2025, 18:43:28     | 1. července 2025, ~22:30       | |
| 183  | Progress MS-30 ISS-91P | 460        | 27. února 2025 21:24:27     | Sojuz-2.1a   | 1. března 2025 23:02:30     | ISS Zvezda aft   | 6 měsíců po startu (plánováno) | 6 měsíců po startu (plánováno) | |
| 184  | Progress MS-31 ISS-92P | 461        | 3. července 2025 19:32:40   | Sojuz-2.1a   | 5. července 2025 21:27      | ISS Poisk zenith | 6 měsíců po startu (plánováno) | 6 měsíců po startu (plánováno) | |

### Plánované lety
| Poř. | Kosmická loď           | Výr. číslo | Start (UTC)               | Nosná raketa | Spojení (UTC) | Stanice/ Port  | Odpojení (UTC)                 | Vstup do atmosféry (UTC)       | Pozn. |
| ---- | ---------------------- | ---------- | ------------------------- | ------------ | ------------- | -------------- | ------------------------------ | ------------------------------ | ----- |
| 185  | Progress MS-32 ISS-93P |            | 11. září 2025 (plánováno) | Sojuz-2.1a   |               | ISS Zvezda aft | 6 měsíců po startu (plánováno) | 6 měsíců po startu (plánováno) |       |